# Cimetière monumental de la chartreuse de Bologne
Pour les articles homonymes, voir cimetière monumental.
Le cimetière monumental de la chartreuse de Bologne (en italien, Cimitero monumentale della Certosa di Bologna ) est un cimetière de Bologne en Italie. 

## Situation
Le cimetière monumental de la chartreuse de Bologne se situe à l'extérieur des anciennes fortifications de la ville, près du stade Renato-Dall'Ara, au pied du Colle della Guardia où se trouve le sanctuaire Madonna di San Luca.

## Histoire
Le cimetière a été réalisé en 1801 en réutilisant les anciennes structures de la chartreuse Saint-Jérôme de Casara, fondée vers le milieu du Trecento, supprimée en 1797 par Napoléon Bonaparte, dont il ne reste que l'église Saint-Jérôme. 
La noblesse et la bourgeoisie locale, voulant construire des tombeaux et des chapelles familiales, ont transformé la Certosa en un « musée à ciel ouvert », étape du Grand Tour, visité par Chateaubriand, Byron, Dickens, Mommsen, Stendhal. 
Le Chiostro Terzo (ou della Cappella) d'inspiration néoclassique comporte des tombeaux peints à tempera et des stucs à scagliola. 
En 1869,  lors de la construction de la Galleria degli Angeli, une nécropole étrusque, qui a été utilisée du VIe au IIIe siècle av. J.-C., y est découverte par Antonio Zannoni (it).
À partir des années 1950, le cimetière est progressivement agrandi. L'église est gérée par la communauté de la congrégation de la Passion de Jésus-Christ de Casalecchio di Reno.

## Architecture et monuments

### Monuments funéraires
Les nombreuses œuvres sculptées sont dues entre autres à : Giacomo De Maria, Lorenzo Bartolini, Giovanni e Massimiliano Putti, Mario Sarto, Alessandro Franceschi, Pietro Tenerani, Cincinnato Baruzzi, Carlo Chelli, Giovanni Dupré, Vincenzo Vela, Giovan Battista Lombardi, Luigi Acquisti, Augusto Rivalta, Diego Sarti, Tullo Golfarelli, Leonardo Bistolfi, Giorgio Kienerk, Silverio Montaguti, Giuseppe Romagnoli, Pasquale Rizzoli, Ercole Drei, Giacomo Manzù, Luciano Minguzzi, Farpi Vignoli, Bruno Saetti. 
Parmi les peintres ayant réalisé les tombes peintes : Pietro Fancelli, Flaminio Minozzi, Antonio Basoli et Pelagio Palagi.

## Personnalités
- Adolfo Albertazzi, écrivain
- Cesare Albicini, juriste et homme politique
- Giuseppe Albini, filologue
- Clemente Albèri, peintre
- Paolo Aleotti, sculpteur
- Napoleone Angiolini, peintre
- Riccardo Bacchelli, écrivain
- Valentino Baldi (1744-1816), peintre de l'École florentine[1]
- Enrico Barberi, sculpteur
- Gualberta Alaide Beccari, écrivaine
- Genuzio Bentini, homme politique
- Marco Biagi, juriste du travail
- Carlo Bianconi, artiste
- Amedeo Biavati, joueur de football au Bologna FC
- Bonvi, illustrateur bande dessinée
- Adelaide Borghi-Mamo, chanteuse
- Dino Bovoli, joueur de football et entraîneur
- Edoardo Brizio, archéologue
- Giacomo Bulgarelli, joueur de football
- Cristina Campo, écrivaine
- Giovanni Capellini, géologue et homme politique
- Giosuè Carducci, poète
- Claudio Cassinelli, acteur
- Giuseppe Ceneri, homme politique
- Isabella Colbran (épouse de Gioachino Rossini), soprano
- Lucio Dalla, auteur compositeur interprète
- Horst Fantazzini, criminel et écrivain
- Farinelli, chanteur lyrique
- Severino Ferrari, poète
- Giuseppe Gambari, juriste
- Adolfo Gandino, musicien
- Giovanni Battista Gandino, philologue
- Stefano Gobatti, compositeur
- Stefano Golinelli, musicien
- Giuseppe Grabinski, militaire
- Dino Grandi, homme politique
- Magnus, illustrateur bande dessinée
- Alfieri Maserati, entrepreneur
- Marco Minghetti, homme politique
- Giorgio Morandi, peintre
- Letizia Murat, fille de Joachim Murat et de Caroline Bonaparte
- Enrico Panzacchi, poète
- Il Passatore, brigand
- Gioacchino Pepoli, homme politique et ancien maire de Bologne
- Guido Reni, peintre
- Giuseppe Respighi, pianiste
- Ottorino Respighi, compositeur
- Roberto Roversi, poète et écrivain
- Angelo Schiavio, joueur de football du Bologna Football Club
- Bruno Saetti, artiste
- Antonio Santucci, homme de science
- Luigi Vannucchi, réalisateur et acteur
- Enea Venturi, entrepreneur et homme politique
- Edoardo Weber, entrepreneur
- Anteo Zamboni, anarchiste
- Nicola Zanichelli, éditeur
- Virgilio Davia, illustrateur et auteur

Vues
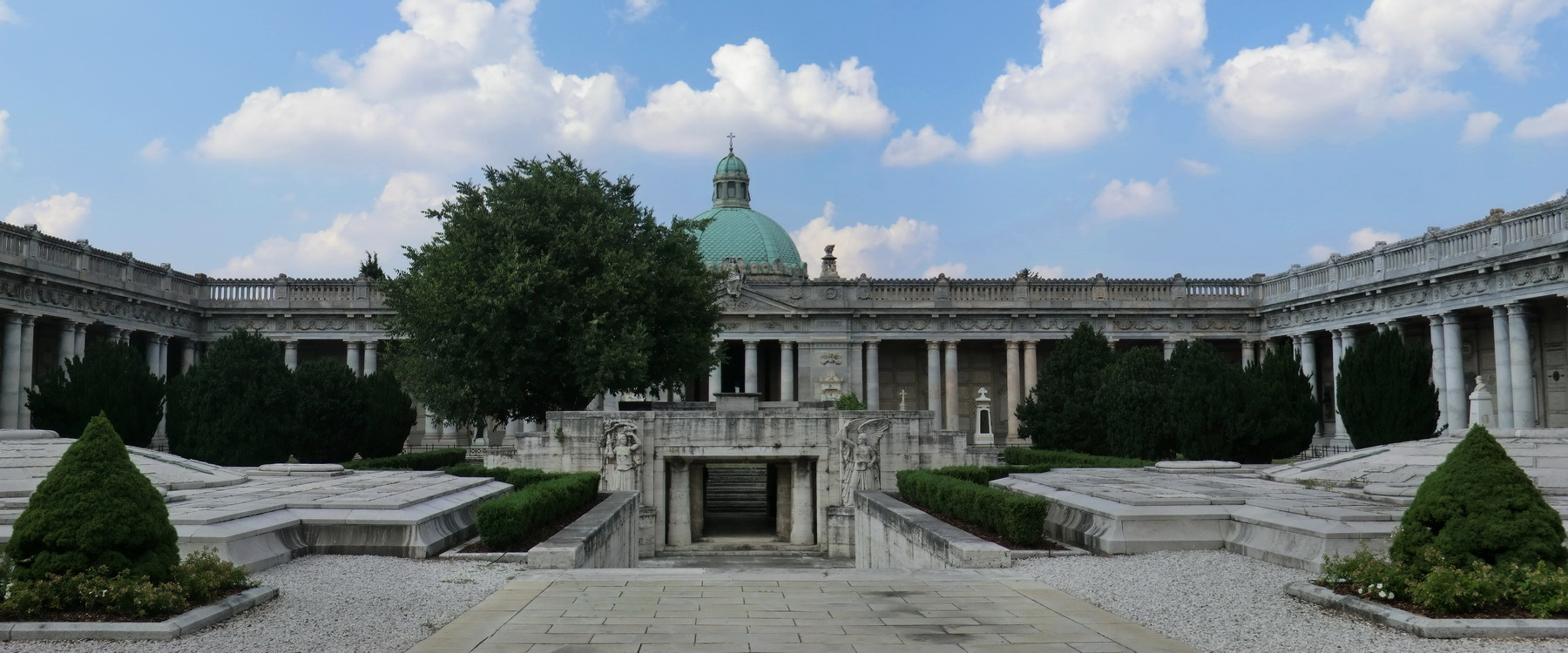
Vue générale du cloître.

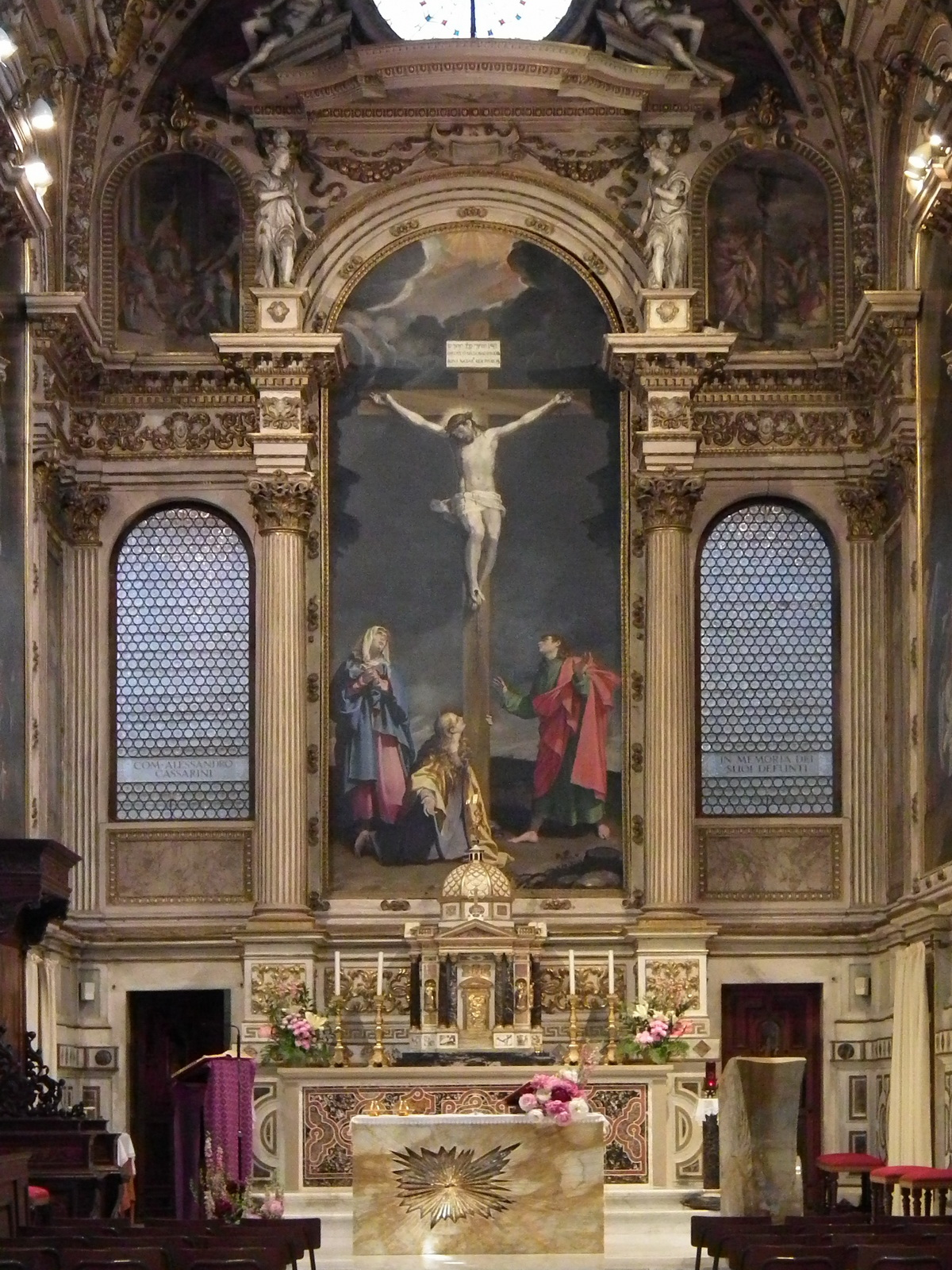
Maître-autel de la chartreuse de Bologne.
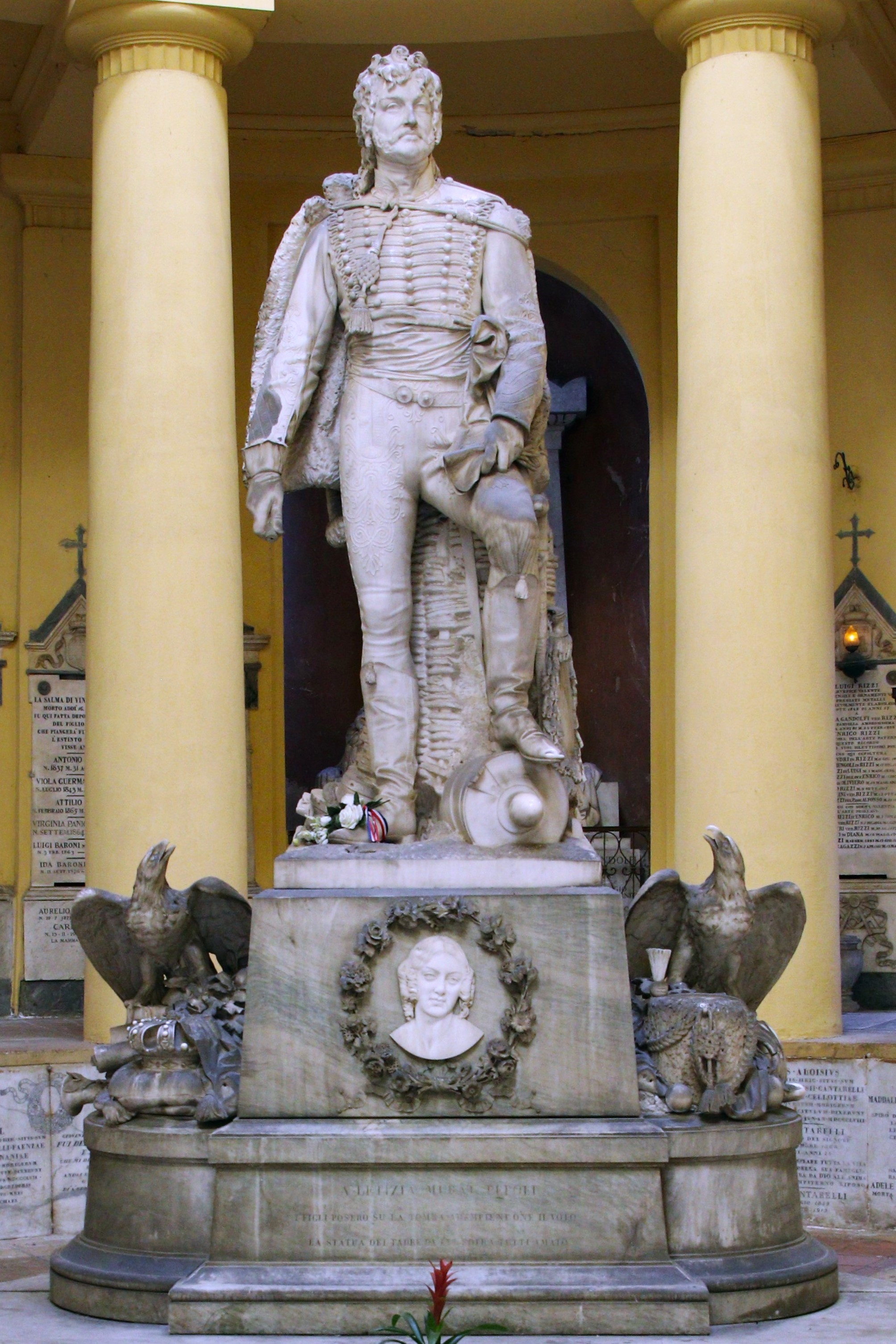
Tombe de la famille Murat, statue du roi Joachim Murat avec le portrait de sa fille Laetizia sur le socle, Vincenzo Vela.
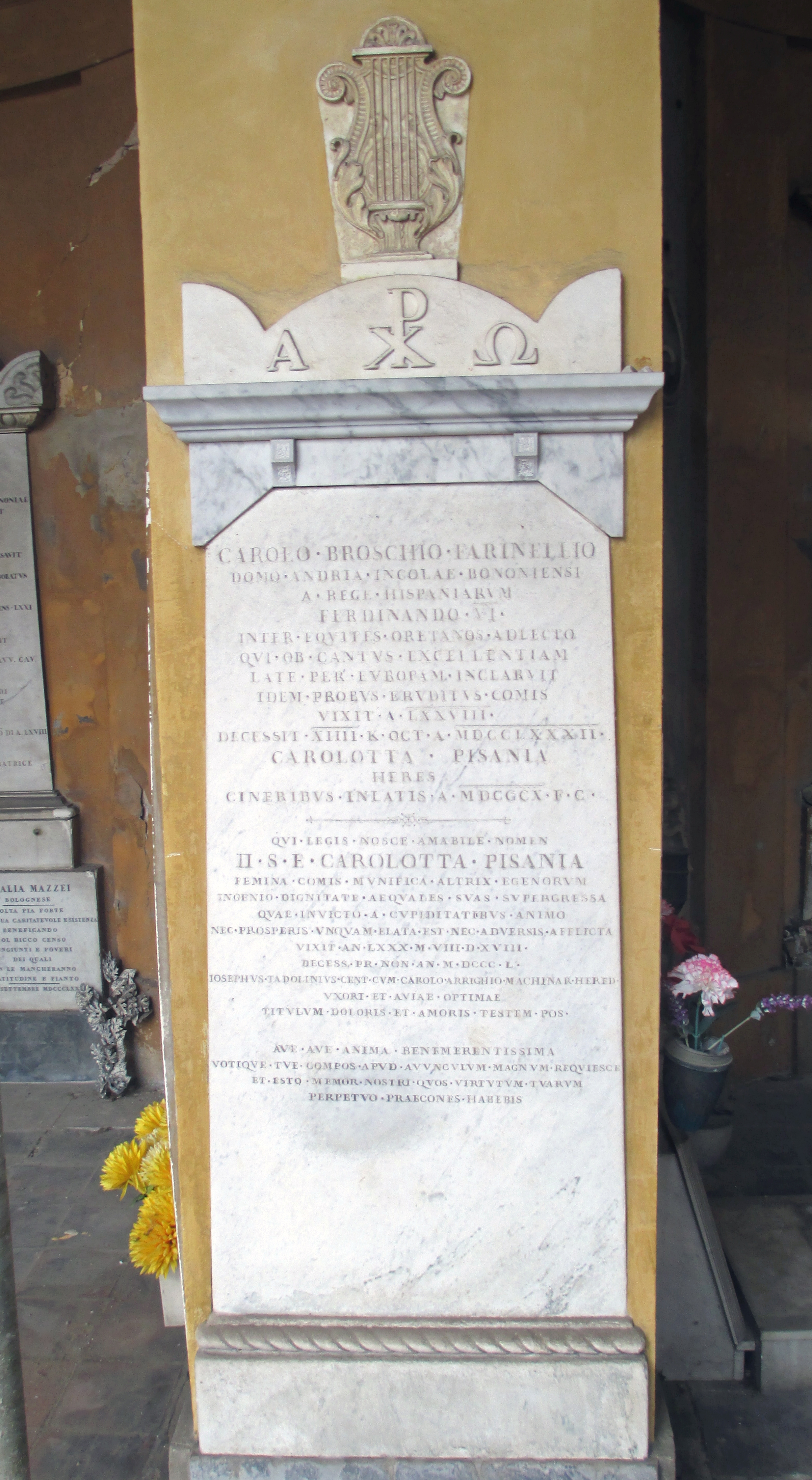
Tombe de Farinelli.

## Le cimetière dans la littérature
- En dehors de la chartreuse de Bologne, poème de Giosuè Carducci[2].

## Traduction
- (it) Cet article est partiellement ou en totalité issu de l’article de Wikipédia en italien intitulé « Cimitero monumentale della Certosa di Bologna » (voir la liste des auteurs).